# Cassephyra plenimargo
Cassephyra plenimargo är en fjärilsart som beskrevs av W. Warren 1903. Cassephyra plenimargo ingår i släktet Cassephyra och familjen mätare. Inga underarter finns listade i Catalogue of Life.